# Saint-Louis-du-Ha! Ha!
Saint-Louis-du-Ha! Ha! (phát âm tiếng Pháp: [sɛ̃.lwi.dy.a.a]) là một đô thị trong đô thị quận Témiscouata ở Quebec, gần bờ phía nam của sông Saint Lawrence ở Canada. Đô thị nằm về phía đông nam của Rivière-du-Loup và phía tây của Cabano dọc theo Xa lộ xuyên Canada (Đường 185). Dân số của Saint-Louis-du-Ha! Ha! là 1,318. Nền kinh tế địa phương chủ yếu là nông nghiệp.

## Lịch sử
Giáo xứ được thành lập vào năm 1860 để làm địa điểm của một cơ quan truyền giáo Công giáo La Mã; đô thị được đặt tên vào năm 1874.
Vào tháng 9 năm 2017, đô thị này đã xác lập Kỷ lục Guinness Thế giới cho "Tên đô thị có nhiều dấu chấm than nhất".

## Từ nguyên
Commission de toponymie du Québec khẳng định rằng tên của giáo xứ đề cập đến hồ Témiscouata ở gần đó, nghĩa của từ haha đây là một từ tiếng Pháp cổ có nghĩa là cổ xưa; Louis có thể ám chỉ Louis Marquis, một trong những người khai hoang đầu tiên của vùng này, hoặc Louis-Antoine Proulx, cha sở của Rivière-du-Loup, hoặc có lẽ là tu viện trưởng Louis-Nicolas Bernier. Saint-Louis-du-Ha! Ha! là thị trấn duy nhất trên thế giới có hai dấu chấm than trong tên của nó.

## Các địa điểm được đặt tên tương tự ở Quebec
- Baie des Ha! Ha!: Một vịnh trên sông Saguenay ở vùng Saguenay - Lac-Saint-Jean.[8]
- Baie des Ha! Ha!: Một vịnh trên sông Saint Lawrence ở vùng Côte-Nord.[9]
- Rivière Ha! Ha!: Một con sông ở Saguenay-Lac-Saint-Jean.[10]